# Hélio Rubens Garcia
Hélio Rubens Garcia, né le 2 septembre 1940, à Franca, dans l'État de São Paulo, au Brésil, est un ancien joueur et entraîneur brésilien de basket-ball. Il évolue durant sa carrière au poste de meneur.

## Palmarès
Joueur
- Finaliste du championnat du monde 1970
- 3e du championnat du monde 1967, 1978
- Vainqueur des Jeux panaméricains de 1971
- 3e des Jeux panaméricains de 1975 et 1979

Entraîneur
- Champion des Amériques 1989
- Vainqueur des Jeux panaméricains de 1999